# Primorski (kraï du Primorié)
Primorski (en russe : Приморский) est une commune urbaine du raïon de Khassan du kraï du Primorié en Extrême-Orient russe. Sa population s'élevait à 1 299 habitants en 2023.

## Géographie
La localité est située dans le kraï du Primorié, un sujet de l'Extrême-Orient de la Russie, en Mandchourie-Extérieure, qui était autrefois chinoise (avant 1860). Elle se trouve dans le district fédéral extrême-oriental. Elle est l'une des 37 localités du raïon de Khassan, raïon situé à l'extrémité sud du kraï, au bord du golfe de Pierre-le-Grand. Son centre administratif est la commune urbaine de Slavianka
Primorski, comme tout le kraï du Primorié, est située dans le fuseau horaire MSK+7 (heure de Vladivostok). Le décalage horaire appliqué par rapport au temps universel coordonné est +10:00.

## Démographie
Recensements (*) et estimations de la population,,,:
| 1902 | 1959* | 1970* | 1979* |
| ---- | ----- | ----- | ----- |
| 314  | 1 559 | 1 408 | 1 457 |

| 1989* | 2002 * | 2010* | 2021* |
| ----- | ------ | ----- | ----- |
| 1 509 | 1 750  | 2 241 | 1 412 |

| 2023  | - | - | - |
| ----- | - | - | - |
| 1 299 | - | - | - |